# Hobbs Pool
Der Hobbs Pool ist ein von den Gezeiten bestimmter See an der Rymill-Küste des Palmerlands auf der Antarktischen Halbinsel. Er liegt südlich des Horse Bluff am Rand des Schelfeises des George-VI-Sunds.
Wissenschaftler des British Antarctic Survey nahmen hier 1974 ozeanographische und limnologische Untersuchungen vor. Das UK Antarctic Place-Names Committee benannte ihn nach Simon Alistair Hobbs (* 1943), der 1973 und 1974 für den British Antarctic Survey auf der gegenüberliegenden Alexander-I.-Insel tätig war.